# Can Ramoneda (Rubí)
Can Ramoneda és una obra del municipi de Rubí (Vallès Occidental) protegida com a bé cultural d'interès local.

## Descripció
Masia restaurada que conserva una finestra amb decoració gòtica. Té planta baixa, primer pis i graner o golfes que s'obren a l'exterior per la façana principal, amb dues arcades de dos arcs fets amb totxo. La coberta és a dos vessants i la porta d'accés és adovellada amb pedres de gran grandària. Les finestres estan rematades per brancals de pedra. Té diversos cossos afegits.

## Història
L'any 1200, es documenta el cognom de "Clapés". Va ser una propietat alodial de l'església de Sant Pere de Rubí. A finals del segle xv, la filla d'Antoni Clapés es va casar amb Antoni Ramoneda. Entre el 1698 i el 1796, Francesc Ramoneda va ser batlle quatre vegades.